# Sottunga (ö)
Sottunga är en ö i Åland (Finland). Den ligger i Skärgårdshavet och är huvudö i kommunen Sottunga i landskapet Åland, i den sydvästra delen av landet. Ön ligger omkring 41 kilometer öster om Mariehamn och omkring 240 kilometer väster om Helsingfors.
Öns area är 9,1 kvadratkilometer och dess största längd är 5,2 kilometer i nord-sydlig riktning. Ön höjer sig omkring 40 meter över havsytan.
Storsottunga, Norrön och Söstre är delar av ön.

## Klimat
Inlandsklimat råder i trakten. Årsmedeltemperaturen i trakten är 6 °C. Den varmaste månaden är augusti, då medeltemperaturen är 16 °C, och den kallaste är februari, med −4 °C.